# Иманалиросо
Иманалиросо — село в Казбековском районе Дагестана.
Входит в Артлухское сельское поселение.

## География
Расположено к юго-востоку от районного центра Дылым.
Ближайшие населённые пункты: на северо-западе — сёла Ахсу, Буртунай и Гертма, на северо-востоке — село Зубутль, на юго-западе — сёла Артлух и Данух, на юго-востоке — село Ахтлы.

## Население
| 1926 | 1939 | 1970 | 1989 | 2002 | 2010 | 2021 |
| ---- | ---- | ---- | ---- | ---- | ---- | ---- |
| 92   | ↗119 | ↗225 | ↗231 | ↘173 | ↗310 | ↘152 |

## История
Село Иманалиросо ранее входило в состав Буйнакского района.

## Галерея

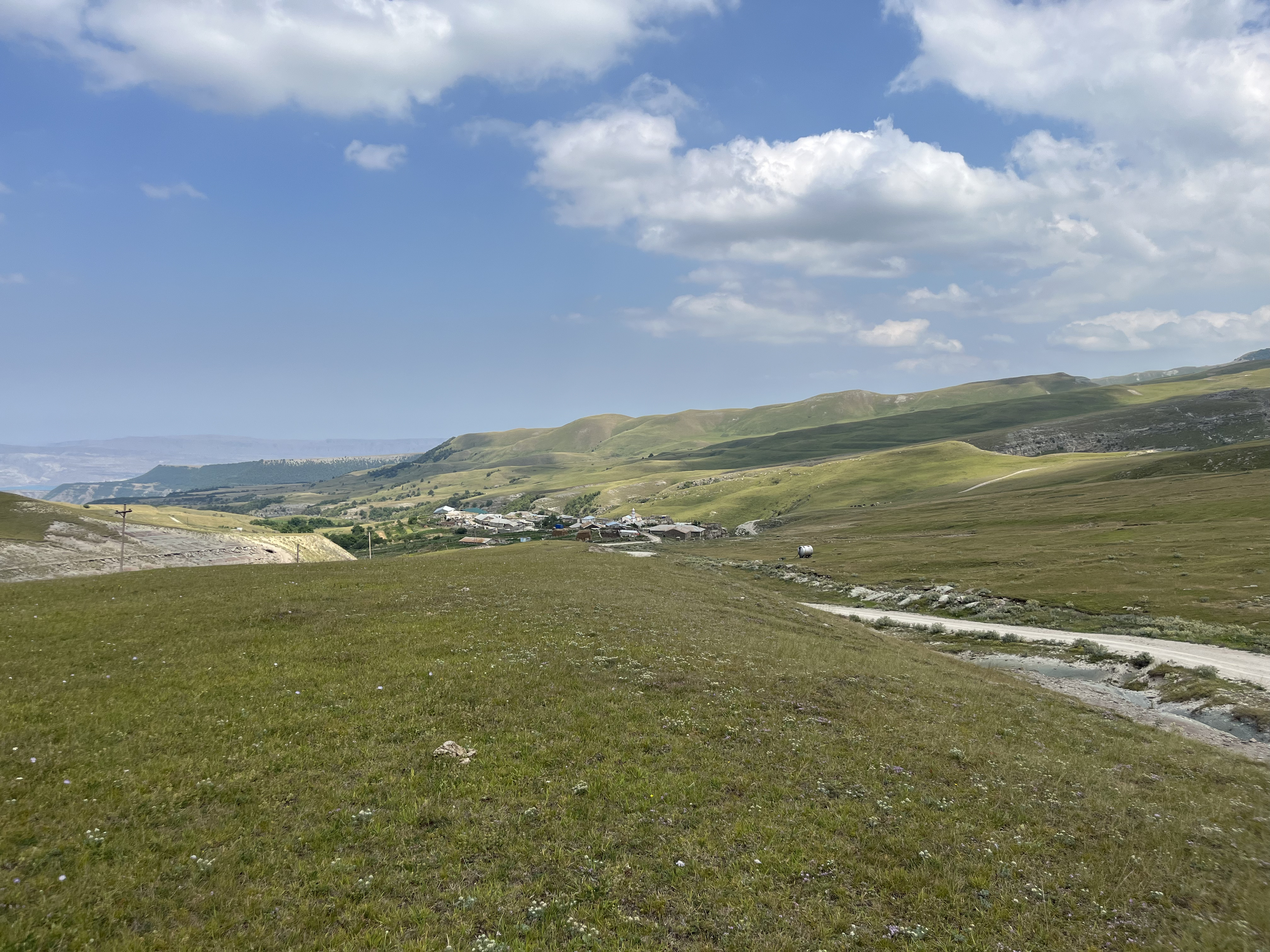
Иманалиросо (23.07.2025)
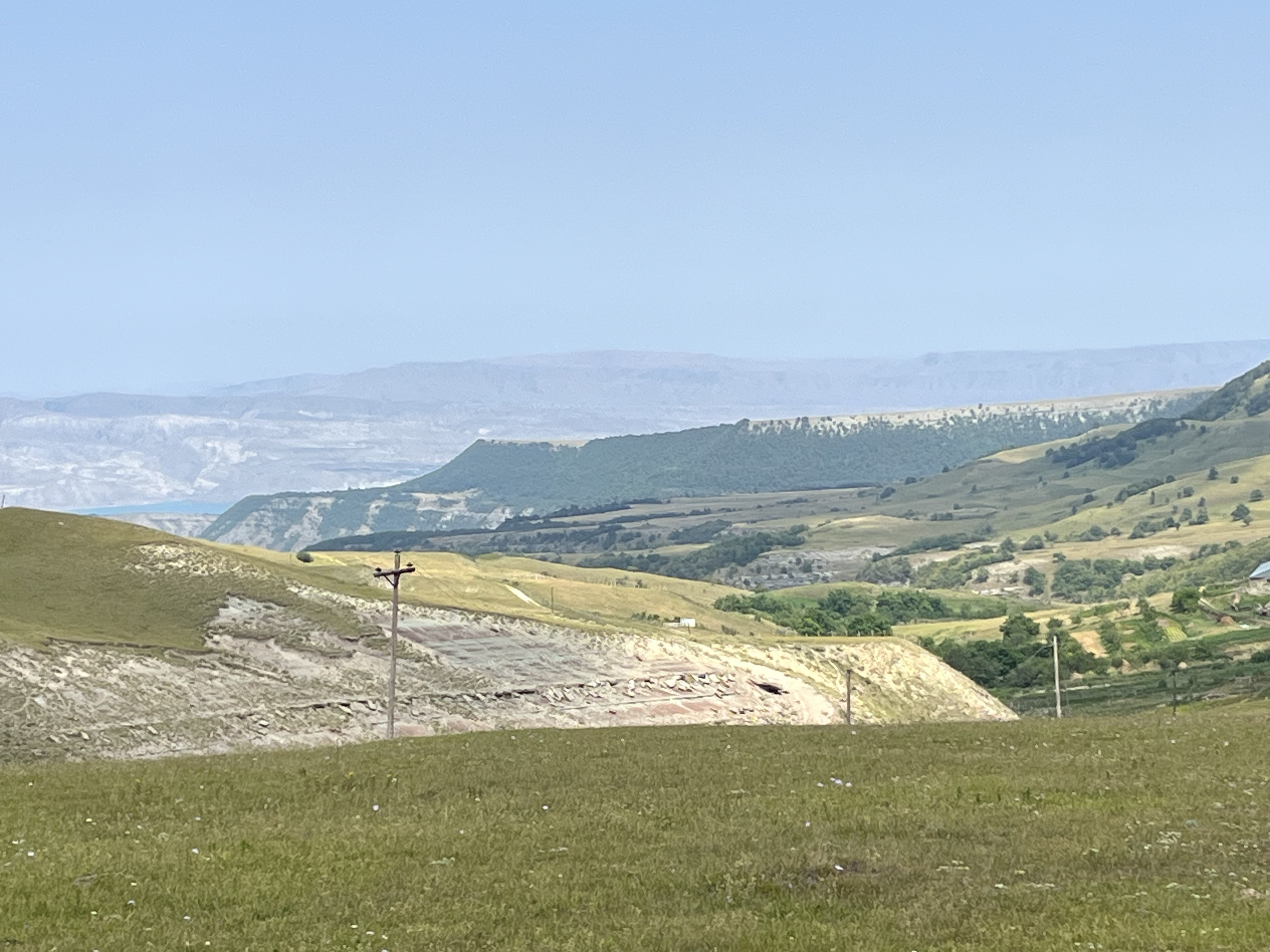
Иманалиросо (23.07.2025)
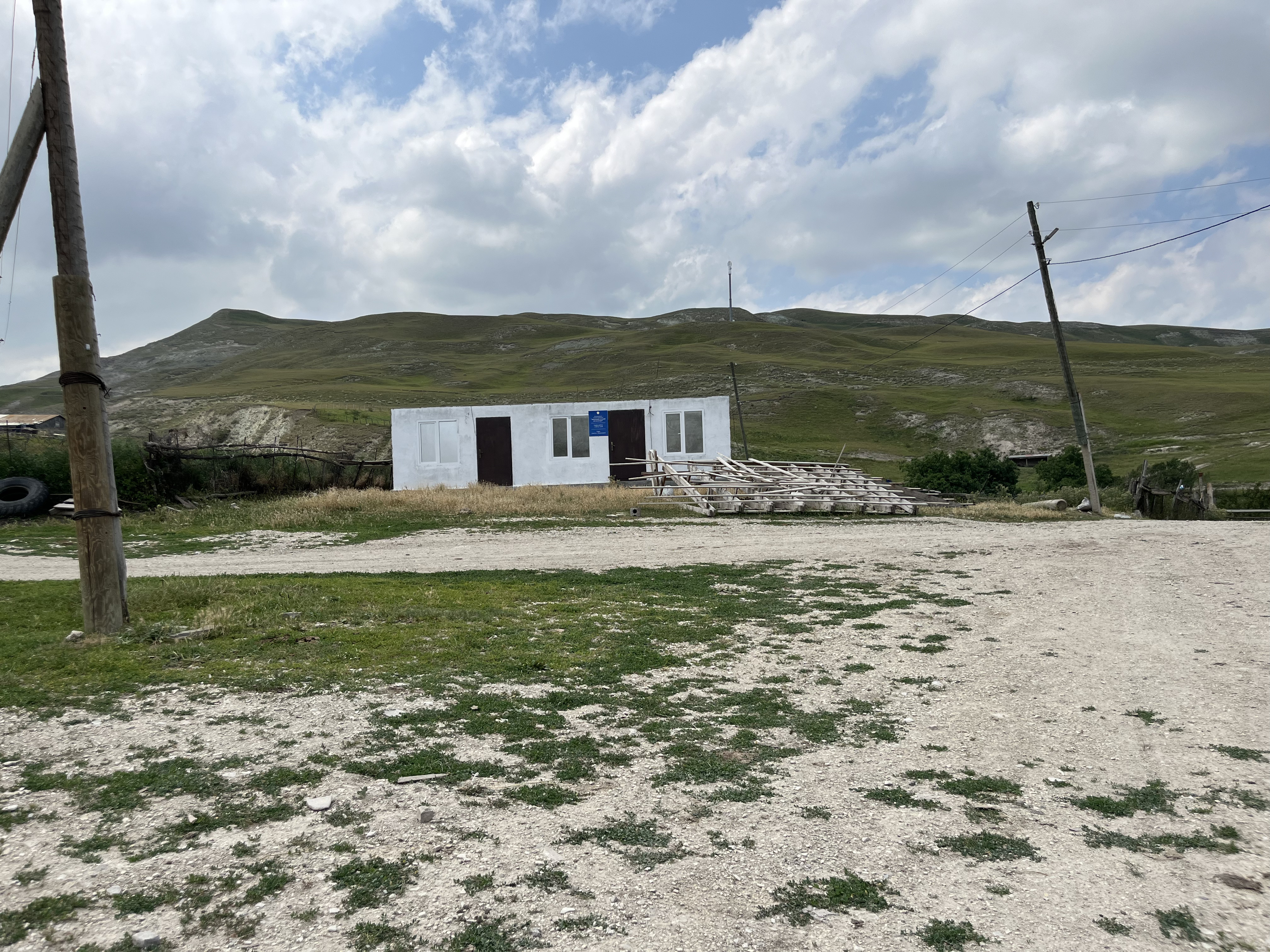
Иманалиросо (23.07.2025)
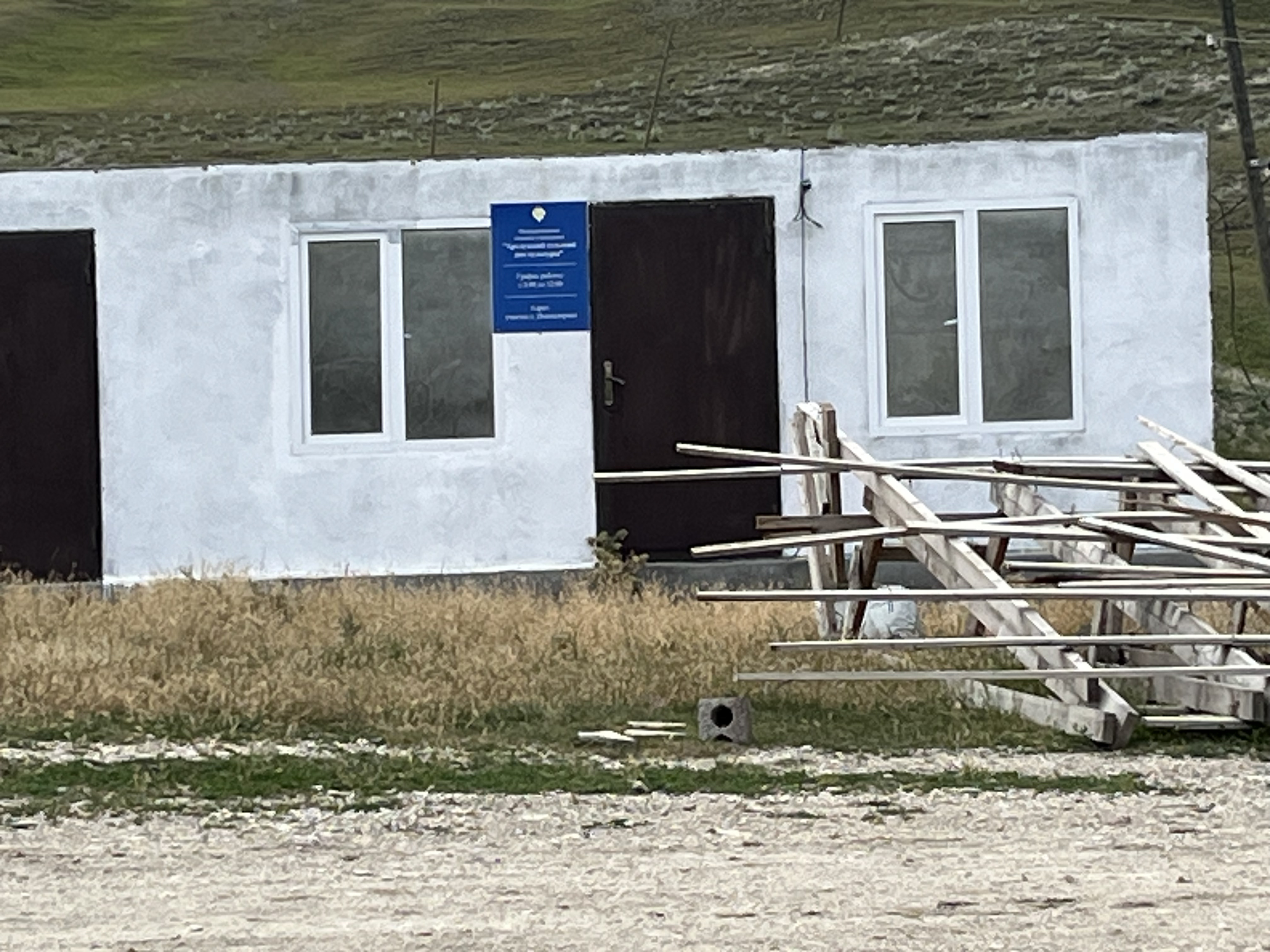
Иманалиросо (23.07.2025)
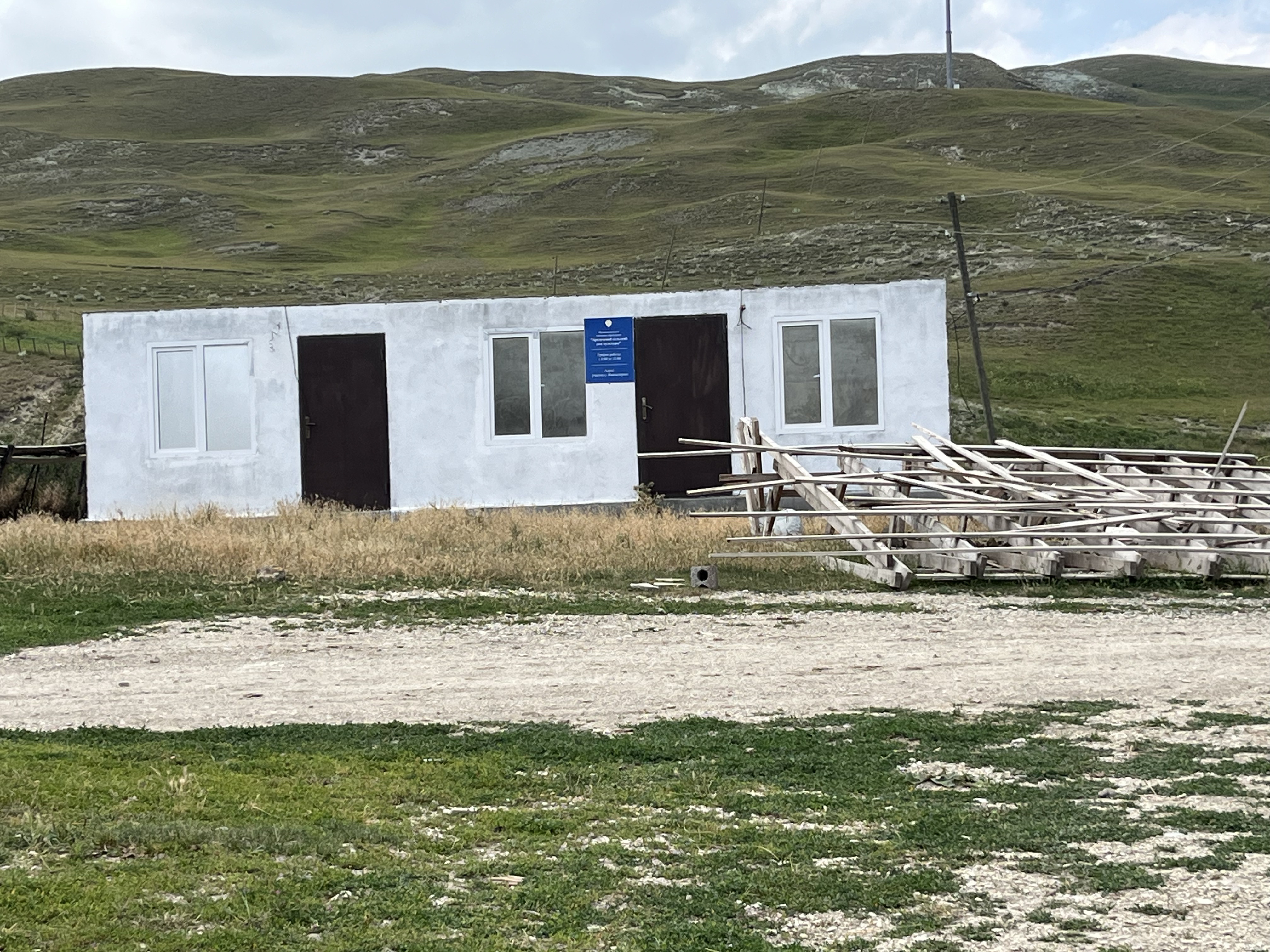
Иманалиросо (23.07.2025)
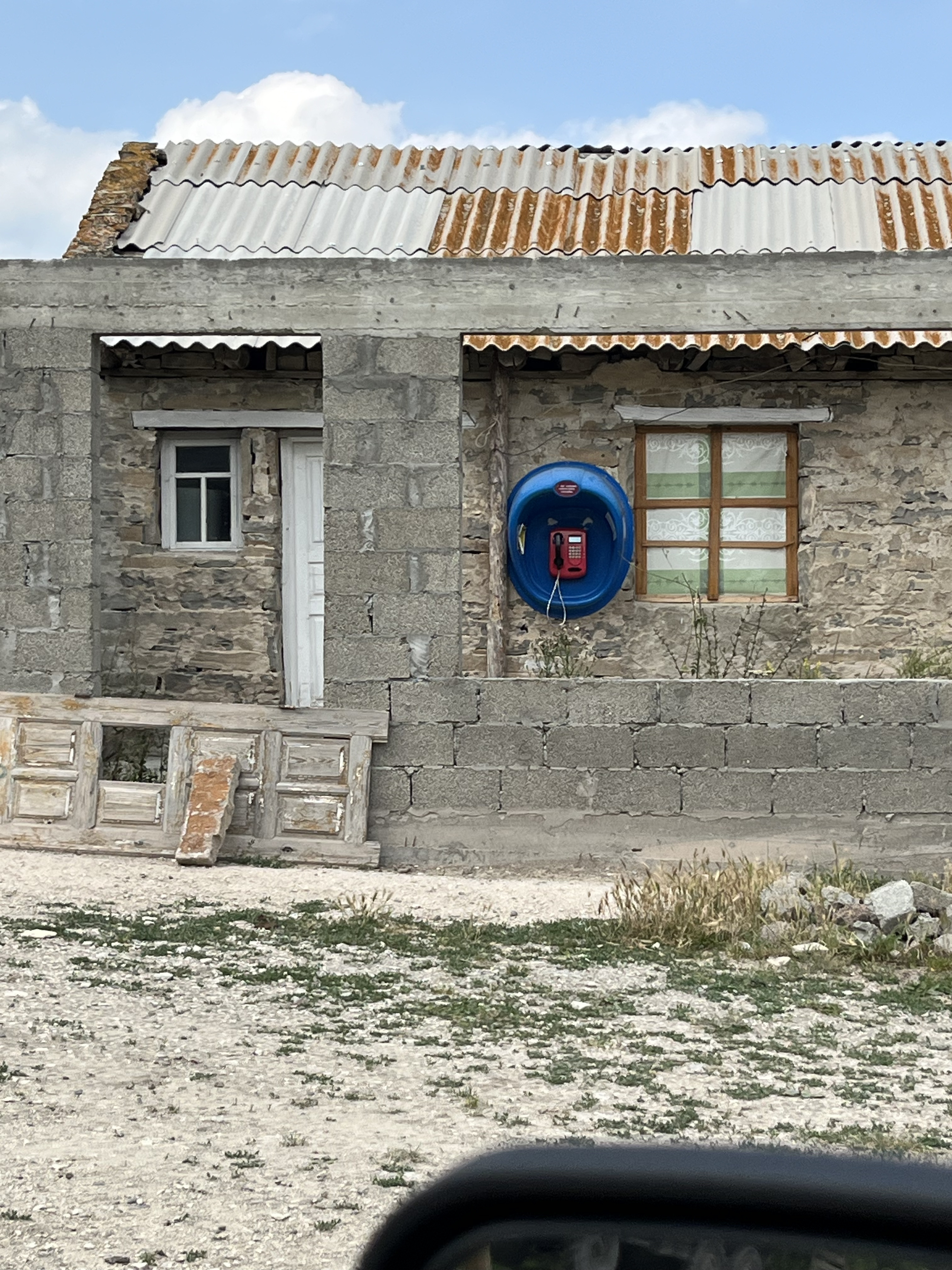
Иманалиросо (23.07.2025)
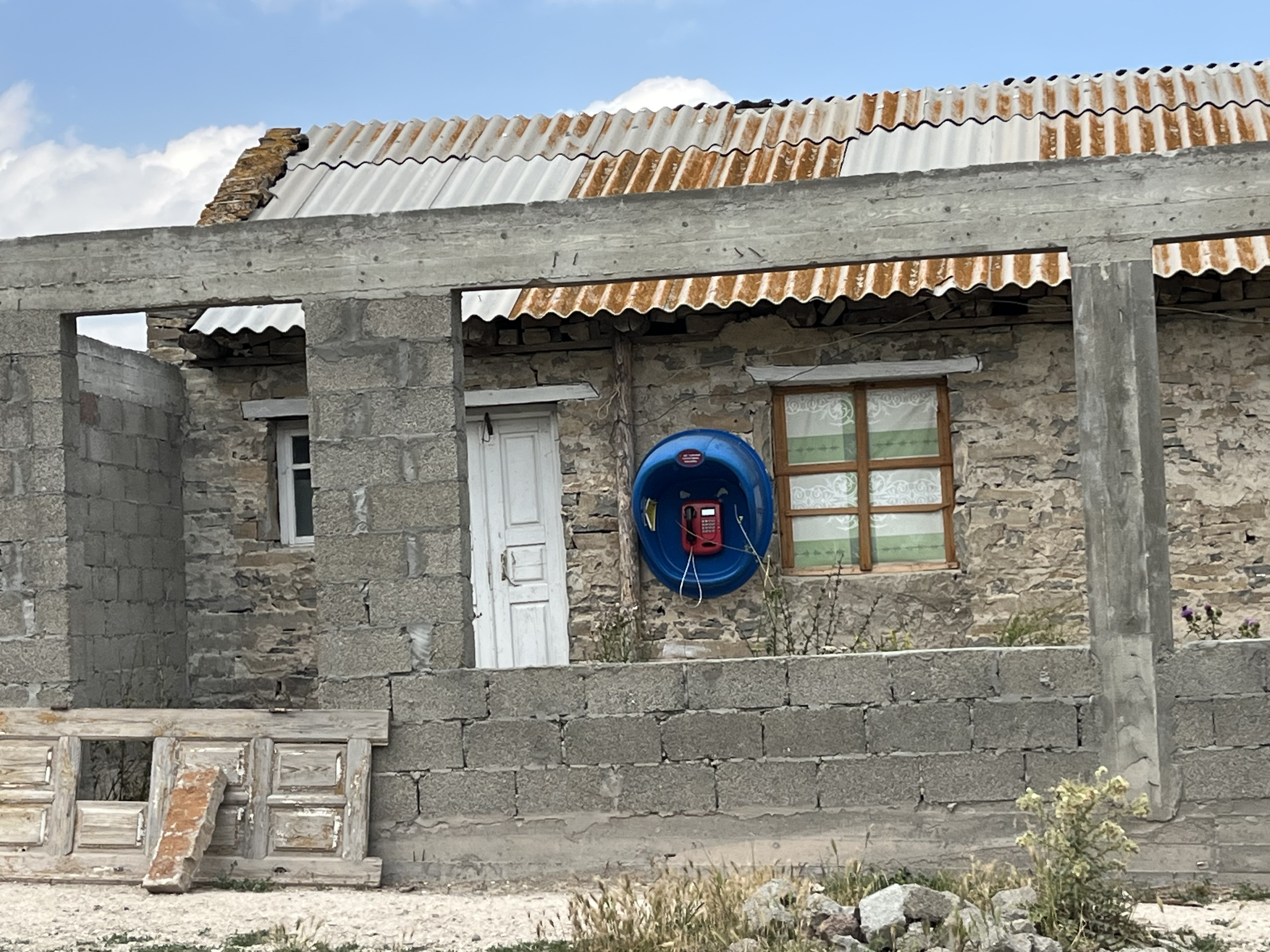
Иманалиросо (23.07.2025)
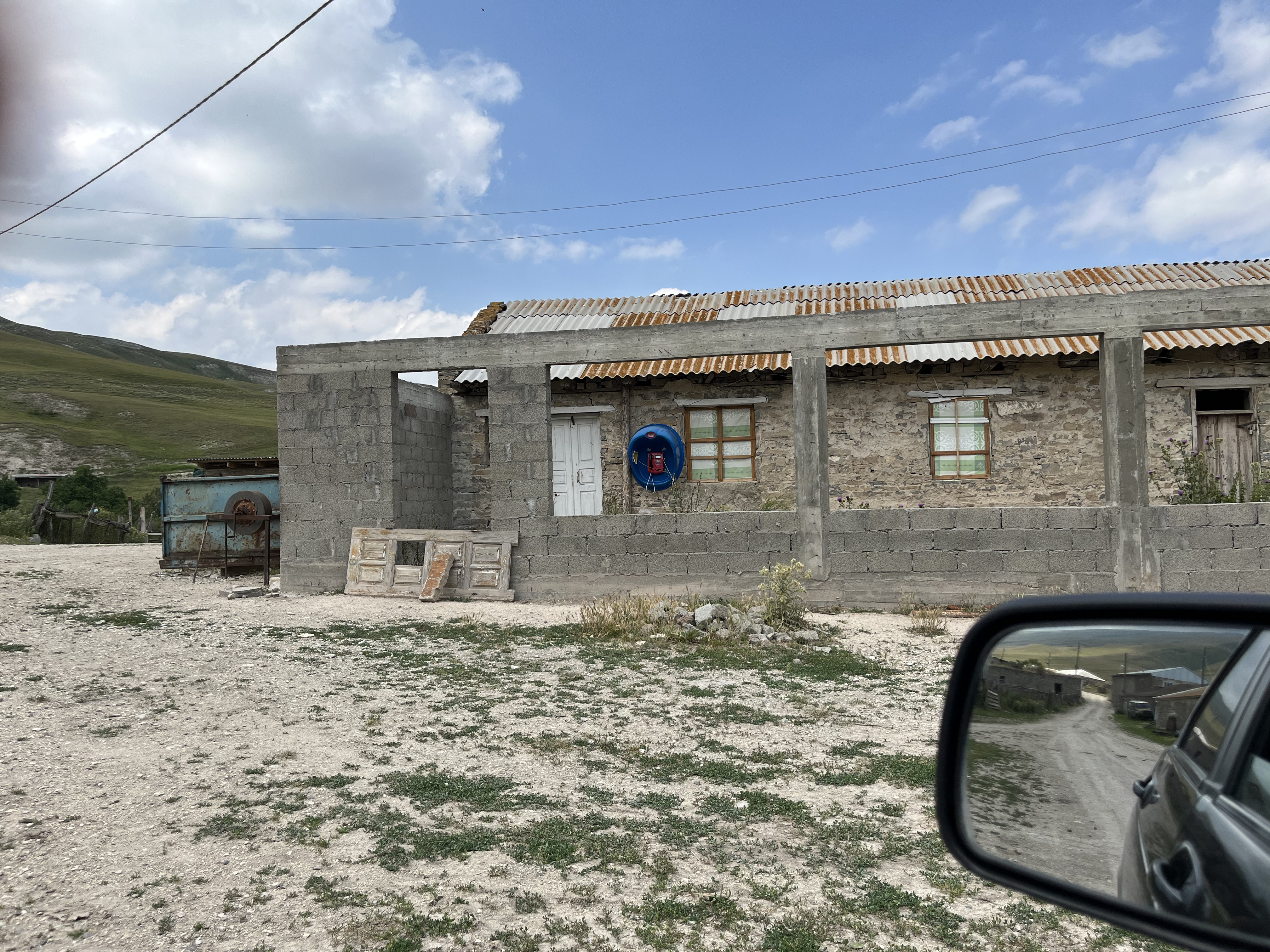
Иманалиросо (23.07.2025)